# Grevskabet Ratzeburg
Grevskabet Ratzeburg blev grundlagt i 1143 og eksisterede som sådant indtil 1296.

## Oprettelse
Hertug Henrik Løve af Sachsen forlenede i 1143 den af Adolf II. af Schauenburg fra Grevskabet Holsten og Stormarn fordrevne greve Heinrich von Badewide med områder i det af ham underlagte bosættelsesområde for abodrittiske polabere. Det nyoprettede grevskab omfattede landskaberne Ratzeburg, Wittenburg og Gadebusch samt Rehna, Zarrentin og fogderiet Mölln - det vil sige den nordlige del af nutidens kreds Hertugdømmet Lauenburg og dele af det vestlige Mecklenburg.

## Historie
Grevskabet, som den i 11. århundrede polabiske fyrste Ratibor (Ratse) opbyggede og i 1062 første gang omtalt abodritiske Gauburg var sachsisk len. De forblev indtil de døde i den mandlige linje med den i barndommen døde Bernhard III. (død 1199) i Badwidens besiddelse. Ved ægteskabet med Bernards moder i enkestand Adelheid af Wassel fik Adolf I af Dassel i 1200 herredømmet, men mistede dog allerede dette kort tid senere på grund af slaget ved Waschow (25. maj 1200 eller 1201), hvor han og hans allierede led nederlagt mod en hær fra Mecklenburg vasal af den danske konge Knud VI. Grevskabet kom derved under den danske konges suverænitet, og hans bror og efterfølger Waldemar II gav det i 1202 til sin nevø, grev Albert af Orlamünde, der som greve af Holsten, Stormarn, Ratzeburg og Wagrien var den danske statholder i Nordalbingien.
I 1204 gav Valdemar 2. greverne af Schwerin som en belønning for deres støtte til den danske ekspansion alle områder af amtet Ratzeburg øst for den nuværende grænse mellem Slesvig-Holsten og Mecklenburg. For at kompensere blev Sadelbande som altid op til dette punkt havde været under direkte styre af saksiske hertuger, tillagt grevskabet. Således blev den nordlige og den sydlige del af den nuværende kreds Hertugdømmet Lauenburg første gang administrativt forenet.

## Afslutning
Efter slaget ved Bornhöved i 1227, hvorved den danske ekspansion i Nordtyskland blev afsluttet, kom grevskabets område under Askanier-hertugen Albrecht I af Sachsen. Eftersom slægten Badwiden fra 1199 havde været uddøde, havde Albrecht som pris for sin deltagelse i krigen mod kong Valdemar søgt forsikringer om at få grevskabet Ratzeburg som et frit sachsisk len. Allerede i 1225, efter tilfangetagelsen af Albert af Orlamünde i slaget ved Mølln, havde Albrecht af denne ladet afstå også det lauenburgske landområde. Efter Albrechts død i 1260 overtog hans sønner Johann I og Albrecht II i fællesskab regeringen i hertugdømmet Sachsen. Den yngre broder Albrecht II regerede den del, som ved den officielle opdeling af hertugdømmet i 1296 kom under hertugdømmet Sachsen-Wittenberg. Johann I regerede det tidligere amt Ratzeburg og det lauenburgske land. Dette område blev under hans sønner Johann II., Erich og Albrecht III i 1296 formelt omdannet til Hertugdømmet Sachsen-Lauenburg.

## Grever af Ratzeburg
- 1143–1163: Heinrich af Badewide
- 1164–1190: Bernhard I. af Ratzeburg, søn af Heinrich
- 1190–1198: Bernhard II. af Ratzeburg, søn af Bernhard I.
- 1198–1199: Bernhard III. af Ratzeburg (barn), søn af Bernhard II. (Regentin: Adelheid von Wassel, Witwe Bernhards II.)
- 1200–1201: Adolf I. af Dassel (ved ægteskab med Adelheid af Wassel)
- 1202–1227: Albert af Orlamünde, (Askanier), dansk Statholder von Nordalbingien, greve af Holsten, Stormarn, Ratzeburg og Wagrien, nevø til kong Valdemar 2. af Dänemark
- 1227 Hertug Albrecht I. af Sachsen, (Askanier)